# IBM PCjr
IBM PCjr（IBMぴーしーじゅにあ、英: IBM PCjr）は、IBMが1984年に発表したパーソナルコンピュータ(PC)。型番は 4860。IBMの最初の家庭向けコンピュータで、IBM PCとの互換性を意図したが、商業的には失敗作となった。前身はIBM PC XT、後継はIBM PS/1。略称はPCjr(英: the PCjr)など。

## 概要
IBM PCjrは、1983年11月1日に発表され、1984年1月後半から出荷された。。発表前のニックネームは「ピーナッツ」、IBMからの依頼でTeledyne Technologies社によって製造され、以下の2モデルで登場した。
- 4860-004 - 64KBメモリ搭載、669 USドル
- 4860-067 - 128KBメモリ、360KB 5.25フロッピーディスクドライブ搭載、1.269 USドル

PCjrは、ビジネス向けコンピュータとしてすでに普及していたオリジナルのIBM PCとの高いレベルの互換性を重視して同一のCPU(Intel 8088 4.77MHz)や拡張スロットを採用する一方で、オリジナルのIBM PCや当時の互換機では標準であったスピーカー音やCGAグラフィックに代えて、ビルトインのカラーグラフィックや3つの音声を標準搭載した。PCjrはまた、グラフィック表示にページフリッピングを採用した最初のPC互換機だった。PCjr以前はビデオコンテンツの格納にRAMを使用してその保存位置は変更できなかったが、この機能により同時代のPC互換機では不可能または困難な、ちらつきの無い動画やエフェクトが可能となった。
しかしPCjrは、初期のキーボードの品質、価格、IBM PCとの互換性などが不評となり、商業的には失敗した。

## 仕様
主な仕様は以下であった。
- CPU:Intel 8088 4.77 MHz
- メモリ: 64KB（マザーボード上。専用スロットで128K迄拡張可。更に拡張カードにより拡張可。後にサードパーティー製オプションにより736KB迄拡張可能となった。）
- オペレーティングシステム : IBM PC DOS 2.10 （DOSやカートリッジが無い場合、内蔵のカセットBASICが起動）
- 入出力:カセットポート、ライトペンポート、2つのジョイスティックポート、RGBモニターポート、組み込みのビデオポート、テレビ出力ポート、オーディオポート、キーボードケーブル用のポート、赤外線キーボードセンサー、シリアルポート、2つの専用カートリッジ用スロット
- 拡張性 : 3つの内蔵スロット（メモリ、IBM製の300bpsまたはサードパーティー製の最大2400bpsのモデム、フロッピーディスクコントローラ等に使用可能。）
- ビデオ : モトローラ 6845（CGA Plus、またはVideo Gate Arrayと呼ばれ、以下の画面モードを持つ。なお後のVGA(Video Graphics Array)とは異なる。）
  - テキストモード:40文字x25行、80文字x25行、16色
  - グラフィックモード: 320x200 4色、640x200 2色、160x100 16色、160x200 16色、320x200 16色、640x200 4色
- サウンド: Texas Instruments SN76496（3つのサウンド、チャンネルごとに独立した16段階のボリュームレベル）
- ストレージ : オプションで5.25インチのフロッピーディスクドライブまたはカセットテープ（サードパーティーからは各種）
- キーボード : 62キー。ケーブルまたは赤外線接続。IBMは2種類のキーボードを提供したが、最初のものは悪意を持って「チクレット」と呼ばれた（サードパーティーからは各種）

## 特徴

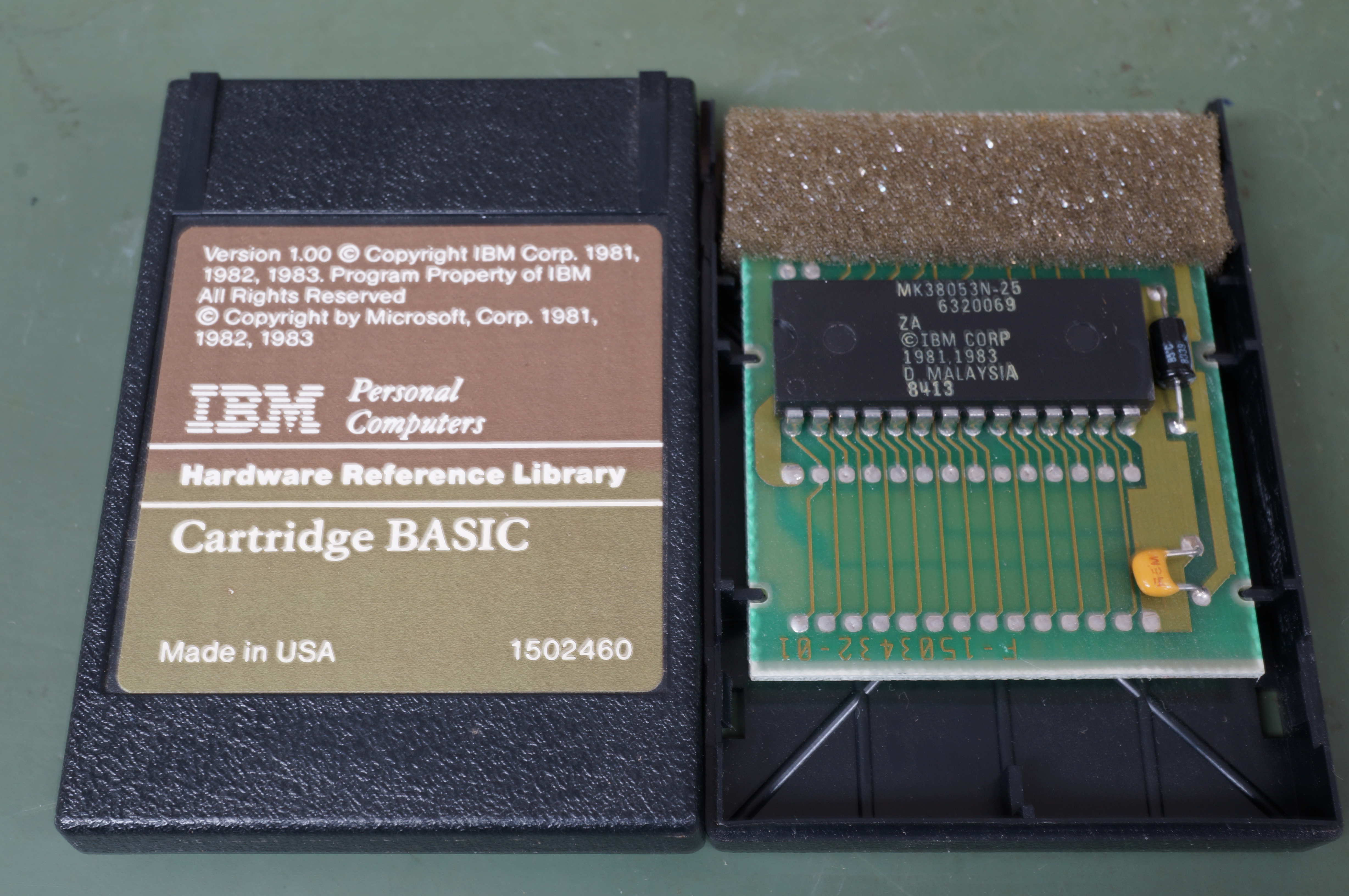
IBM PCJrのBASIC用ROMカートリッジ

PCjrの 8088 4.77MHz CPUは、当時の家庭用コンピュータ市場では比較的高速であった。またソフトウェアの観点からは、PCjrのビデオはCGAの上位互換であったが、細部の実装は異なった。
オリジナルのIBM PCとは異なり、家庭用コンピュータとしてROMカートリッジ用スロットを前面に配置し、素早く容易にソフトウェアをロードできるようにした。正面からこのROMカートリッジを差し込むとコンピュータは自動的に再起動してソフトウェアを実行するが、これはカートリッジ着脱時に電源を再起動しなければならない当時の他の家庭用コンピュータよりもユーザーフレンドリーであった。特にPCjr用のカートリッジBASICは、システムメモリを占有せず、非常に高速に読み込めた。
また「サイドカー」と呼ばれた拡張により、複数のPCjrをディジーチェーン接続（連結）して、メモリ、シリアルポート、パラレルポート等を増やす事ができた。
最初にリリースしたキーボードは、ケーブル不要とするために4つの単三乾電池で稼働する赤外線接続の、ゴム製のキーでできたキーボードであった。しかしこのキーボードは非常に不評となり、チューインガムのチクレットを意味する「チクレットキーボード」と呼ばれ、また赤外線は特定の室内灯などの干渉を受ける可能性もあった。このためIBMは次に従来型のタイプライター・スタイルのキーボードに置き換えた。

## 歴史

### 発表前 - 「ピーナッツパニック」
1980年代初頭、IBMは世界最大のコンピュータ会社だった。メインフレーム市場のシェア70%を持ち、その売上はApple、コンパック、DEC、HP、TIの売上合計より巨大だった。1981年8月、IBMは最初のパーソナルコンピュータであるIBM PCを発表してアップルを含む新興のマイクロコンピュータ会社群から自社を防衛し、2年間でIBM PCはビジネス向けコンピュータ分野のハードウェアおよびソフトウェアの新しい巨大なエコシステムを形成して、1983年には全てのマイクロコンピュータ販売の26%を占めて市場首位となり、大きく離れて2位はコモドール64、3位はApple IIであった。
PCjr発表の前年に、コードネーム「ピーナッツ」と呼ばれたIBM新製品が、IBM PCの成功を再現するだろうとの噂がコンピュータ業界で語られた。その噂ではピーナッツは、巨大なIBM PC用ソフトウェアとの互換性を持った64KBメモリ搭載のホームコンピュータで、AppleIIeより低価格な600～1,000 USドルとされた。公式にはまだ存在しないコンピュータに影響されて、ユーザーは製品を購入しようと店を訪れ、競合会社の売上・製品計画・株価も影響されたため、各紙は「ピーナッツパニック」または「ピーナッツロースト」と呼んだ。
多くの人が、IBMはアップルやコモドールなどの競合他社を全て破壊すると推測した一方で、IBMはピーナッツの噂を否定し続けた。パーソナルコンピュータの50～70%は小売店で販売されて家庭で使用されていると推計され、IBM CEOのジョン・オペルはIBMの「明日の日の出は不可避」と記した。1983年8月には、公式には存在しないピーナッツに関する書籍や雑誌の記事は少し進展し、ソフトウェア会社は「ピーナッツ互換」(Peanut compatible)製品市場の準備をし、IBMは初年度で50万台を製造するとの噂も流れた。

### 発表 - 「D-ディ」
1983年11月1日、IBMはニューヨーク本社でPCjrを発表し、イベントの生中継を含む多数の記者が詰めかけた。Compute!誌は「パーソナルコンピュータの歴史の中で（明らかに短い歴史だが）、これほどまでに多くの人が熱心に待っていた製品はない」と記した。ワシントン・ポスト紙の専門家は「(PCjrは)すぐに他のホームコンピュータが測定される標準となるだろう」と予測した。 Colecoやコモドール、タンディなどの競合会社も、IBMの参入は混沌とした20億ドルのホームコンピュータ市場に「（IBMの）刻印によって大勢の心の中に会社が続く限りの品質、信頼性、保証というマインドを与える」ことで安定性と信用をもたらす事を望んだが、しかし18か月間の悲惨な価格競争に直面した。TIはコモドールに対抗してTI-99/4Aを99ドルの低価格で売却して9ヵ月間に2億2,300万ドルを失った後、IBMの発表の4日前に市場を離れた。PCjr用ソフトウェア開発は1982年に開始され、シエラオンライン等は彼らのソフトウェアを準備していたが、IBMの秘密保持契約を守った 。しかしIBMは、早期発表は競合他社に対するFUDとなる事を避けるために、クリスマス商戦の直前の発表としたが、製造の遅れが発生して時期を逸した。

### 発売後 - 「最大級の失敗」
PCjr発表後に悲観的な意見は少数派であったが、1984年初めに一般出荷が開始されると売上は予想を下回った。店舗は即座に割引を開始し、IBMは「（需要は）可変であり期待通りには増加していない」と認め、6月には370ドルの異常な早期割引が開始されたが、それでも1,400のディーラーの多くは初期割り当ての25台販売を達成できなかった。タイム誌は「在庫が積み上がり始めている」と書き、InfoWorld誌は「専門家が指摘できなかった失敗」と述べ、12月にタイム誌は「(PCjrは)1950年代後半のエドセル販売不振と同様に、コンピュータの歴史で最大級の失敗と思える」と記した。
特に不評となったのは、チクレットキーボード、価格、IBM PCとの完全な互換性は無いことであった。
タイム紙は「指にゴム製のムカデの感触」で「長時間の真剣なタイピングには適さない」、「ほとんど使い物にならない」と記した。一部の出版や専門家は、このキーボードは、IBM PCの販売への影響を避けるためにPCjrの能力を低下させた、IBMによる差別化戦略の証拠であると論じた。
価格もキーボードと同様に大きな不利益だった。ウォール・ストリート・ジャーナル紙は「ホームコンピュータとしては高価だが、低価格コンピューターより強力でもない」とのユーザーの声をレポートした。IBMはターゲットの市場が家庭、学校、自宅で働く会社員なのか明言せず、ソフトウェア開発者は混乱した。IBMはPCJrを 800～1,600 ドルに設定したが、その価格帯はC64等の低価格なコンピュータよりも需要が低かった。ノートンは「市場のグレーエリアを狙ったが、それは存在しなかった」と述べた。Apple IIにおけるVisiCalcのようなキラーアプリケーションが無ければ、家庭用に2,000ドル以上の支出への説得力は難しい。IBMは消費者市場に精通していなかったが、専門家指摘の「あの3文字」(IBM)を付けた製品に顧客が支出する事を期待した。PCjrの最大の競合製品はApple IIeで、Appleは1983年12月、PCjr発売を待つ顧客の一部にほぼ110,000台を販売した。
互換性も大きな問題となった。1984年迄には、IBM PCとの互換性(英語: PC compatibility)は、Apple以外のコンピュータの成功には必須条件となり、コンピュータに関する最初の質問は「これはPC互換か？」(英語: Is it PC compatible?)であった。特に重要なユーザーである会社員は表計算ソフトのLotus 1-2-3などを自宅で使用し、多くの顧客はPCjrはPCの大半のソフトウェアを稼働できると信じて店舗を訪れた。IBMは大多数は新しいソフトウェアを使用すると期待したが、ユーザーの75%は親しんだビジネス用ソフトウェアをPCjrで稼働させる事を望んだ。ノートンは、PCjrはその価格に応じて、PC互換性は約85%と集計した。IBMは技術文書で「PCjrはIBM PCとは異なるコンピュータだが、高水準のプログラミング互換性を持つ」と述べ、ソフトウェア開発者に「アプリケーションがBIOSとDOSの割り込みインターフェースを守っていれば、全てのハードウェアの相違は吸収される」と約束した。ノートンの専門家は「64KBメモリとディスクドライブ1台用の設計ガイドラインに従ったプログラムは、PCjrで華麗に稼働する。PCjrは大多数のPC用プログラムを快適に稼働できる」としたが、一方で「（開発者は）PCjrの基本的な制限を理解すべき」と述べ、1つのディスクドライブのみのサポートや、コピーガードは問題を発生させると述べた。多くの普及したIBM PCプログラムは、128KBを超えるメモリや2つ以上のディスクドライブを必要とした。実際には、WordStarや、PC互換性確認に通常使用される2つのプログラムであるLotus 1-2-3およびMicrosoft Flight Simulatorを含む、約60%のプログラムがPCjrでは非互換と証明されたほか、IBM自身の DisplayWrite もPCjr専用バージョンが必要であった。Lotus 1-2-3のPCjrバージョンはPCjr発表の翌年にリリースされた。

### 「ジュニアを救え キャンペーン」
1984年半ば、割引にかかわらず販売は低迷し、販売店はパニックに陥っていた。IBMは販売店に在庫の支払いを180日延期し 、7月に顧客のチクレットキーボードを従来のタイプライター・キーボードに無償交換した。各紙は新しいキーボードに注目し、IBMの対応は優れた顧客サービスと評価した。IBMの当初の販売予測は最初の半年で25万～48万台だったが、新しいキーボードを交換できたのは6万台であった。IBMはPCjrの定価を下げ、同価格のApple IIeとIIcよりも優れていると思われる999ドルのパッケージを提供し、512KBへの新しいIBM製メモリ拡張オプションを発表した。IBMは、IBMの歴史の中でも最大のキャンペーンを開始し、多数の広告、3つの同梱ソフトウェアの推進、1000万以上のダイレクトメールを展開する一方で、PCjrの位置付けを家庭用から変更してPC互換性を強化した。広告では、新価格、新キーボード、標準128KBメモリと拡張スロット、PCjr用のLotus 1-2-3、「IBM PC用の人気の1000以上のソフトウェアが稼働」などがリストされた。販売店には500ドルの販売促進費が渡された。
このキャンペーンは観察者によって「ジュニアを救え キャンペーン」(英語: Save-the-Junior campaign)と呼ばれ、広範な懐疑論にもかかわらず一定の成果を上げ、いくつかの販売店ではApple IIeやIIcを抜いてPCjrが最も売れ行きの良いコンピュータとなった。

### 販売終了
1985年1月、専門家はPCjrの販売累計は25万台で、うち20万台は1984年第四四半期と見積もった。割引が終了すると12月には店当たり50台の販売が、2月には2.4台に低下した。この時期までに、PCjr専門の3誌が終了した。IBMはビジネス向けコンピュータのIBM PC ATでは需要に製造が追い付かなかったが、ホームコンピュータ市場は斜陽で、PCjrの割引継続では利益が確保できなかった。噂では1984年夏以降、売れ残った10～40万台のPCjrが、IBM従業員に大幅割引された 。
1985年3月19日、IBMはPCjrの販売を終了した。この決定はシエラオンラインなどPCjrに関連した人々を驚かせた。

## 影響
PCjrの商業的失敗の影響は大きく、IBMは社内で「チクレット・ルール」を作り、将来の製品にはヒューマンファクター上のテストを必須と報告された。1984年、IBMは日本の家庭向けにIBM PCjrベースに独自の日本語化を行ったIBM JXを発売したが、同様に失敗した。
1990年、IBMはPS/1で家庭市場に復帰した。PS/1はPCjrとは異なり、完全なPC互換性を持ち、低価格で、従来型のタイプライターキーボードを備えていた。

### 互換機
タンディは1984年にPCjrの互換機であるTandy 1000の販売を開始した。Tandy 1000ではPCjrの欠点であるIBM PCとの互換性問題が改善されており、またキーボードも一般的なタイプライター型のものに改められている。
上記のようにPCjrは短命に終わったが、互換機であるTandy 1000はヒット商品となり、モデルチェンジを繰り替えしながら(タンディがPC製造から撤退する)1993年まで販売され続けた。

### ソフトウェア
上記のように互換機であるTandy 1000がヒット商品となったこともあり、IBMがPCjrから撤退した後もPCjr対応ソフトは多数発表されている。MobyGamesによれば、PCjr/Tandy 1000のグラフィックに対応したゲームは805タイトル確認されており、また、PCjrのサウンドに対応したゲームは437タイトル確認されている。
PCjrの画面モードは320x200, 16色という EGAと同等の画面モードを持っていたため、シエラオンラインのKing's QuestなどPCjr対応ゲームの多くはEGAを搭載したPC互換機でも動作するようデザインされている。